# Église Saint-Saturnin de Mazerier
Pour les articles homonymes, voir Église Saint-Saturnin.
L'église Saint-Saturnin est une église catholique située à Mazerier, en France.

## Localisation
L'église est située dans le département français de l'Allier, sur la commune de Mazerier, au centre du bourg. Elle est entourée par le cimetière de la commune.

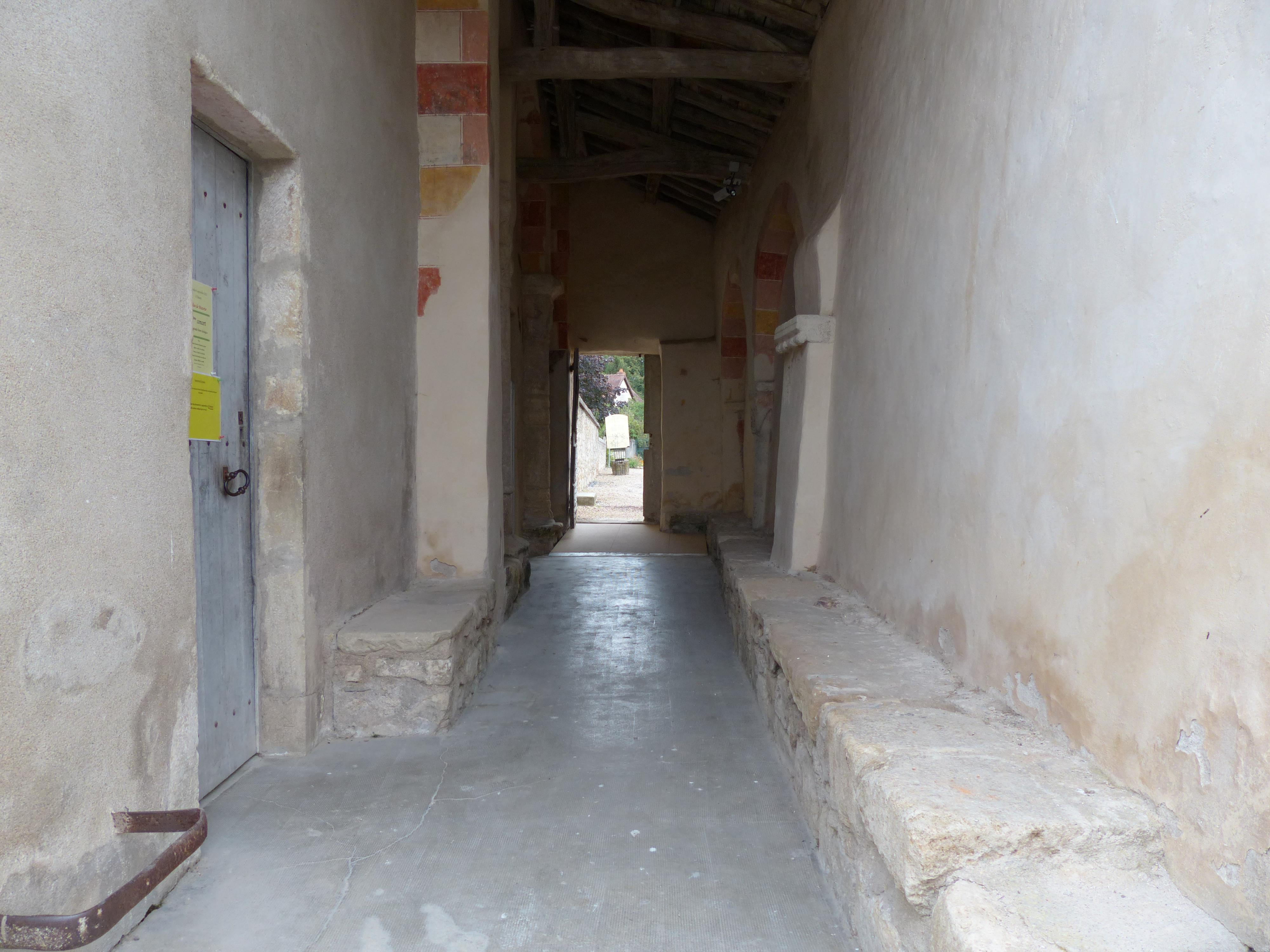
Intérieur du caquetoire, le long de la façade occidentale.

## Description
L'église Saint-Saturnin est de style roman. Elle ne comporte pas de transept.
L'entrée de l'église est précédée d'un caquetoire en longueur.
Des peintures murales sont conservées. La plus célèbre est une Adoration des mages, datée de 1383, où figure à côté des rois mages le donateur, Thévenin Vodable, identifié par une inscription. Des graffitis des XVIe et XVIIe siècles couvrent certains murs. Quelques chapiteaux sont sculptés de manière assez grossière.

## Historique
Les parties les plus anciennes de l'église sont l'étroite nef et le bas-côté sud ; elles datent du XIe siècle. Au XIIe siècle, le bas-côté nord est reconstruit et un chœur prolongé par une abside et deux absidioles est édifié.
L'église Saint-Saturnin dépendait de l'abbaye Saint-Austremoine d'Issoire.
L'édifice est classé au titre des monuments historiques en 1990. Il a fait l'objet d'une restauration extérieure complète.